# Al-Nayrizi
Abū'l-'Abbās al-Faḍl ibn Ḥātim al-Nairīzī ( en árabe: أبو العباس الفضل بن حاتم النيريزي‎   , en latín: Anaritius, Nazirius   , C. 865–922) fue un matemático y astrónomo persa de Nayriz, provincia de Fars, Irán .
Floreció bajo al-Mu'tadid, Califa de 892 a 902, y compiló tablas astronómicas, escribiendo un libro para al-Mu'tadid sobre fenómenos atmosféricos.
Nayrizi escribió comentarios sobre Ptolomeo y Euclides. Los últimos fueron traducidos por Gerard de Cremona. Nayrizi utilizó la tan llamada umbra (versa), el equivalente a tangente, como una línea trigonométrica genuina (pero él fue anticipado en esto por al-Marwazi).
Escribió un tratado sobre el astrolabio esférico, que es muy elaborado y parece para ser el mejor trabajo persa sobre el tema. Está dividido en cuatro libros:
1. Introducción histórica y crítica.
2. Descripción del astrolabio esférico; su superioridad encima astrolabios planos y todos los demás instrumentos astronómicos.
3. Aplicaciones.
4. Aplicaciones.

Dio una prueba del teorema de Pitágoras utilizando el  Mosaico de Pitágoras.
Ibn al-Nadim menciona a Nayrizi como un distinguido astrónomo  con ocho obras suyas enumeradas en su libro al-Fihrist.